# Hồ Thị Thanh Hồng
Hồ Thị Thanh Hồng (sinh 25 tháng 6 năm 1984) là một vận động viên cờ tướng Việt Nam. Chị là vô địch nữ quốc gia năm 2015.

## Sự nghiệp
Hồ Thị Thanh Hồng là con gái áp út trong gia đình. Cha chị là huấn luyện viên cờ của Bình Định. Năm 12 tuổi, chị bắt đầu tập chơi cờ tướng dưới sự hướng dẫn của cha. Đến năm 21 tuổi, chị đã có nhiều huy chương ở các nội dung trẻ và giải vô địch.
Lần đầu tiên Hồ Thị Thanh Hồng bước lên ngôi vô địch một giải quốc gia tại Đại hội thể dục thể thao toàn quốc 2010. Tại giải này, nội dung cờ tướng nữ thi đấu 9 ván. Thanh Hồng thắng 7 thua 2, đạt 7 điểm, đồng điểm với Hà Mai Hoa nhưng hơn hệ số phụ nên giành ngôi vô địch. Chị cùng đoàn Bình Định giành huy chương đồng đồng đội.
Ba năm sau, Hồ Thị Thanh Hồng giành được huy chương cá nhân đầu tiên ở giải vô địch quốc gia. Giải đấu năm 2013 gồm hai giai đoạn. Sau khi vượt qua giai đoạn một, chị lần lượt thắng Chu Thu Trang và Nguyễn Hoàng Yến ở tứ kết và bán kết để vào chung kết gặp Ngô Lan Hương. Thanh Hồng thua sau hai ván, giành huy chương bạc.
Giải vô địch quốc gia năm 2015 thiếu vắng nhà vô địch nhiều năm liền Ngô Lan Hương nên các kỳ thủ có thêm cơ hội giành ngôi đầu. Hồ Thị Thanh Hồng với phong độ cao đã giành chức vô địch, trong đó có chuỗi 5 ván cuối toàn thắng. Chị đã vượt qua hai nhà cựu vô địch là Phương Thanh, Thùy Dung, bất bại tại giải với 6 thắng 3 hòa, đạt 7,5 điểm sau 9 ván, hơn á quân 1 điểm. Đây là một bất ngờ tại giải khi chị chấm dứt sự thống trị của đoàn Thành phố Hồ Chí Minh ở nội dung nữ từ năm 2003.
Với ngôi vô địch quốc gia, Hồ Thị Thanh Hồng được tham dự Giải vô địch cờ tướng thế giới 2015. Chị giành huy chương đồng chung cuộc sau 6 ván (+3 =2 –1).